# 히로다촌
히로다촌(広田村)은 나가사키현 히가시소노기군에 있던 촌이다. 현재의 사세보시에 해당한다.

## 지리
촌을 흐르는 고모리강은 하이키 세토로 흘러들어가 서쪽 기슭에 있는 하리오섬을 바라본다.

## 역사
- 1889년 4월 1일 - 정촌제 시행에 의해 히가시소노기군 히로다촌이 성립하였다.
- 1927년 4월 1일 - 하이키정에 편입해 히로다촌은 소멸하였다.

## 참고문헌
- 角川日本地名大辞典 42 長崎県
- 長崎県東彼杵郡教育会 編 (1917). 《長崎県東彼杵郡誌》. 長崎県東彼杵郡教育会. 525–547쪽. 다음 글자 무시됨: ‘和書 ’ (도움말) - Google ブックス
- 長崎縣告示第百四十一號『東彼杵郡町村廃止の件 [깨진 링크(과거 내용 찾기)]、[깨진 링크(과거 내용 찾기)]』長崎県公報 昭和2年4月1日付号外